# USRA 重天皇蒸汽機車
重天皇蒸汽機車 Heavy Mikado 是美國鐵路管理局制定及設計的標準蒸汽機車之一 。  重天皇蒸汽機車採用2-8-2 華氏輪式，總數233輪在美國鐵路管理局計劃下建造，戰后再建造了724輪，總數957輪汽機車被建造出來。
重天皇蒸汽機車跟同期的輕天皇蒸汽機車 (Light Mikado) 採用同樣的輪式，但它的軸重更高，更大的汽缸以及更大的鍋爐以提高更強大的蒸汽動力。

## 背景
第一次世界大戰美國政府認為當時的鐵路運輸效率已經不能支援戰爭的需要，因此於1917年12月成立了美國鐵路管理局USAR以協調全美國鐵路的運營。
其中美國鐵路管理局的一項政策是生產並規定使用標準設計的蒸汽機車車輛，這是由於當時大多數的鐵路公司只各自有自己的機車車輛，引致零部件的標準化和大規模生產的並不能實現。